# John Wick: Chapter 3 – Parabellum
John Wick: Chapter 3 – Parabellum is een Amerikaanse neo noir-actiefilm uit 2019, geregisseerd door Chad Stahelski. De film is het vervolg op John Wick: Chapter 2 uit 2017.

## Verhaal
Na het einde uit deel twee is John Wick op de vlucht. De moord op maffiabaas Santino D'Antonio in het Continental Hotel heeft als gevolg dat er een prijs van 14 miljoen op het hoofd van Wick is gezet. Winston, de eigenaar van het Continental geeft Wick één uur voordat hij vogelvrij is verklaard. Wick reist naar Casablanca en gaat op zoek naar de Elder, de enige man boven de High Table, die Wick kan helpen.

## Rolverdeling
| Acteur             | Personage            |
| ------------------ | -------------------- |
| Keanu Reeves       | John Wick            |
| Halle Berry        | Sofia al-Azwar       |
| Ian McShane        | Winston Scott        |
| Laurence Fishburne | De Bowery King       |
| Mark Dacascos      | Zero                 |
| Asia Kate Dillon   | De Arbiter           |
| Lance Reddick      | Charon               |
| Tobias Segal       | Earl                 |
| Anjelica Huston    | De Directeur         |
| Saïd Taghmaoui     | De Oudere            |
| Jerome Flynn       | Berrada              |
| Randall Duk Kim    | De Dokter            |
| Margaret Daly      | De Operator          |
| Robin Lord Taylor  | De Beheerder         |
| Susan Blommaert    | De Bibliothecaris    |
| Unity Phelan       | Rooney the Ballerina |
| Jason Mantzoukas   | Tick Tock Man        |
| Cecep Arif Rahman  | Shinobi #1           |
| Yayan Ruhian       | Shinobi #2           |
| Riccardo Scamarcio | Santino D'Antonio    |

## Vervolg
Op 20 mei 2019 werd een vervolg aangekondigd: John Wick: Chapter 4, die op 24 maart 2023 is uitgekomen.